# Patrimoine culturel arlésien
Le patrimoine culturel arlésien se compose essentiellement de musées.

## Musée départemental de l'Arles antique
Le musée de l'Arles et de la Provence antiques est un musée construit en 1995, dans un bâtiment moderne conçu par l'architecte Henri Ciriani, sur la presqu'île où se trouvait l'ancien cirque romain pour abriter les collections archéologiques particulièrement riches de la ville. Il contient de nombreux sarcophages, en particulier la deuxième collection de sarcophages paléochrétiens après celle des musées du Vatican, des sculptures (dont une tête de Jules César et la copie de la célèbre Vénus d'Arles) et bas-reliefs, des mosaïques, ainsi qu'un chaland de 31 mètres qui a conduit à agrandir le musée.
En avril 2009, le Musée de l'Arles antique a battu son record de visite, grâce à l'exposition "De l'esclave à l'empereur', avec plus de 70 000 personnes.

## Musée Arlaten
Le Museon Arlaten se trouve au centre de la cité (29, rue de la République) et contient des collections représentatives des arts, de l'ethnologie et de l'histoire du pays d'Arles. Il a été fondé par Frédéric Mistral, après qu'il eut reçu le prix Nobel de littérature en 1904.

## Musée Réattu

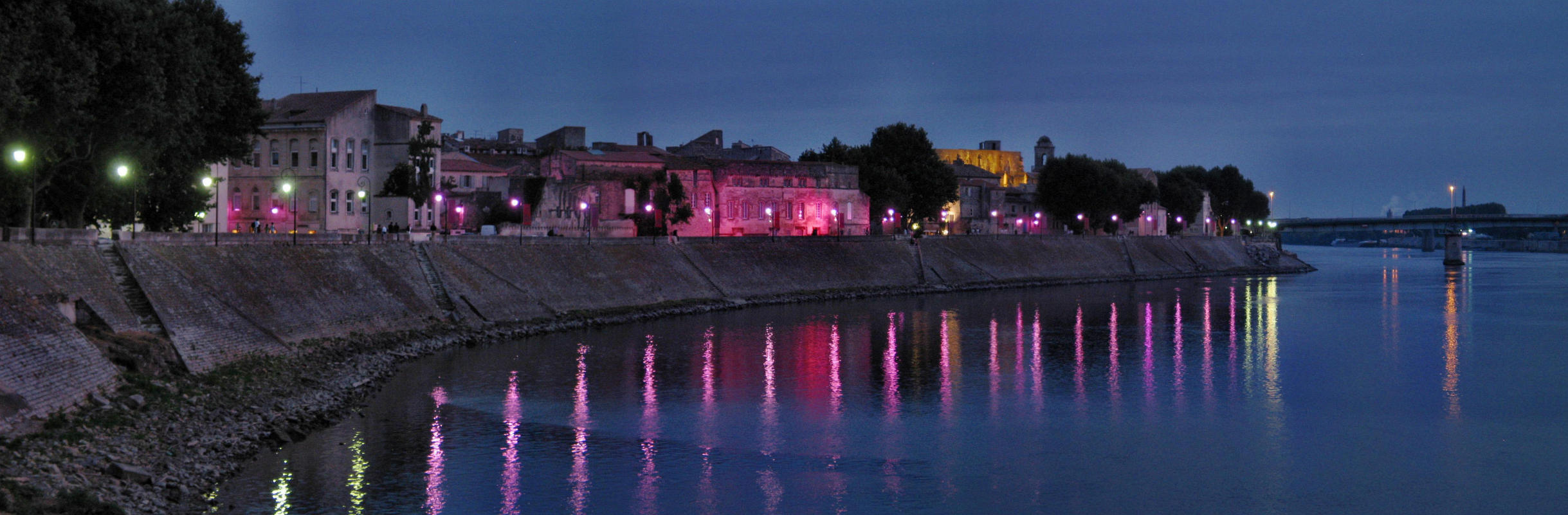
Musée Réattu (voir aussi van Gogh : Nuit étoilée sur le Rhône.)

Musée situé sur les quais du Rhône (10, rue du grand Prieuré) et passé en 1868 dans le patrimoine municipal, il est essentiellement consacré à l'œuvre du peintre arlésien Jacques Réattu, grand prix de Rome, à la photographie et à l'architecture. Ce musée abrite également une collection de dessins de Picasso. En 2007, il reçoit le premier fonds d'art sonore dans un musée des beaux-arts, en collaboration avec l'association Phonurgia Nova.
En 2008, le musée est le cadre d'une manifestation organisée par Christian Lacroix qui s'approprie le musée de son enfance en offrant au public une occasion unique de lui faire partager son univers créatif.

## Musée de la Camargue
Situé au Mas du Pont de Rousty, à environ 10 km d’Arles sur la route en direction des Saintes-Maries-de-la-Mer, ce musée retrace l’évolution géologique et les activités humaines du delta. Un chemin pédestre permet de découvrir de nombreuses facettes de la Camargue actuelle.

## Fondation Vincent van Gogh
Située au 24 bis, rond-point des Arènes, cette fondation-musée comprend une exposition permanente des artistes contemporains rendant hommage à van Gogh.

## Luma Arles

Luma Arles